# ゼファー (発電機メーカー)
ゼファー株式会社は、日本の風力、太陽光、水力などの再生可能エネルギーの機器の開発をしている会社。
伊藤瞭介が設立した。

## 主要株主
久保昌也

## テレビ番組
- 日経スペシャル カンブリア宮殿 熟年起業家が語る 真のモノづくり（2009年9月28日、テレビ東京）[2]